# Autobusna linija br. 203 u Zagrebu
Linija 203 (Svetice – Kaptol) dnevna je autobusna linija u Zagrebu.
Prometuje svaki dan na trasi: Svetice – Bukovačka cesta – (smjer A: Prilesje) – Bukovačka cesta – Ulica Ivana Česmičog – Remete – Kameniti stol – Remetska cesta – Mirogojska cesta – Aleja Hermana Bolléa – Bijenička cesta – Grškovićeva ulica – Degenova ulica – Zvonarička ulica – Kaptol
Povezuje Šalatu, Mirogoj, Remete i Bukovac s dva terminala: Svetice i Kaptol.

## Vanjske poveznice
- Vozni red linije 203

1. ↑  Datoteke u GTFS formatu. zet.hr. Pristupljeno 5. lipnja 2025. - Sadrži informacije tijela javne vlasti u skladu s Otvorenom dozvolom